# Motoboy

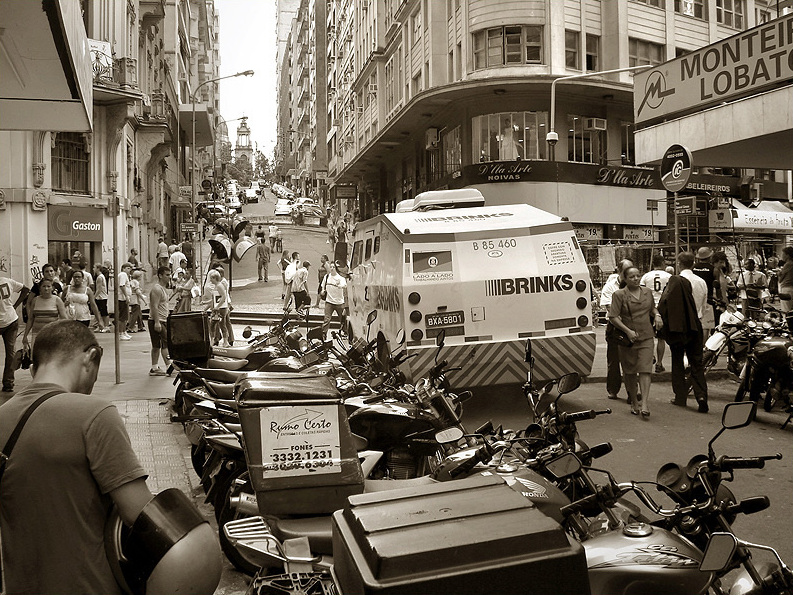
Motoboys no Centro de Porto Alegre, no Brasil

Motofretista (em razão do serviço de motofrete), motoboy, motoboy (português brasileiro) ou estafeta (português europeu), é uma profissão de quem utiliza motocicleta (geralmente de baixa cilindrada, de 125 a 250 centímetros cúbicos), para entregar e distribuir diversos tipos de objetos: pizza, fast-food, documentos, pagamentos bancários, entre outros produtos e serviços.
A palavra "motoboy" é formada pela junção das palavras "motocicleta" e "boy" (termo inglês para "garoto").

## Descrição
Trata-se de uma profissão, surgida na década de 1980. Surgiu devido à necessidade de se transportar objetos com rapidez nos grandes centros com agilidade e baixo custo. Eventualmente, exige-se que o profissional cumpra longas jornadas de trabalho em troca de rendimentos maiores, havendo pressões para a realização das funções no menor tempo possível.

## Problemas sociais
Os motoboys estão sujeitos a um alto índice de acidentes por causa dos problemas elencados anteriormente, além da questão da baixa segurança passiva das motocicletas. Em 2008, uma lei esteve em trâmite na Câmara Municipal de São Paulo, no Brasil, proibindo a circulação de motos entre os carros, nos chamados corredores, o que dividiu as associações de motoboys e motociclistas, já que ambos poderão ser afetados pela nova lei, porém não houve aprovação. Esse tipo de profissional está sujeito a um alto índice de acidentes de trânsito nas vias brasileiras: no ano de 2003, as motocicletas representaram 26% dos veículos envolvidos em acidentes, totalizando 13% das vítimas.
Em julho de 2009, o Senado Federal do Brasil aprovou um projeto que regulamentou o trabalho do profissional motociclista: o motoboy, o mototaxista e o motovigia: idade mínima de 21 anos, o mínimo de dois anos de habilitação na categoria A e habilitação em curso especializado.